# Men Among Animals
Men Among Animals er en eksperimenterende popgruppe fra Danmark. De har kontrakt med det tyske selskab Tapete Records og kendt for deres energiske live shows. De har spillet med større udenlandske kunstnere som The Ruby Suns, Of Montreal, Dean & Britta og Apparat.

## Biografi
Ifølge et interview i Politiken fra 2007 tog Men Among Animals deres navn efter at have spillet i en zoologisk have i Montreal (Canada). Medlemmerne udtalte til Politiken, at det eneste publikum, som havde været tilstede under koncerten, havde været dyrene. Navnet Men Among Animals faldt dem derefter meget rammende.
Men Among Animals udgav deres debutalbum Bad Times, All Gone i efteråret 2007 gennem Tapete Records.
I et interview med P3's lytterbestemte radioprogram Det Elektriske Barometer, udtalte bandet, at de ønskede at revolutionere popmusikken i Danmark. De lå nummer et på det Det Elektriske Barometer i fire uger og blev det band der havde fået anden flest stemmer i 2008
Men Among Animals' andet album Run Ego er produceret og mixet af bandets eget medlem Bo Christensen i samarbejde med Quentin Stoltzfus fra den amerikanske gruppe Mazarin. Albummet udgives den 12. marts i det meste af Europa.

## Diskografi

### Albums
- Bad Times, All Gone CD/Vinyl (2007) Tapete Records
- Run Ego CD/Vinyl (March 12, 2010)

### Singler
- Cavaliers (a-side) / Waltzing with Luke (b-side) 7# single (2007) Tapete Records

## Eksterne links
- Men Among Animals' homepage Arkiveret 9. marts 2016 hos  Wayback Machine
- Men Among Animals on Myspace